# سوق قبة رشيد

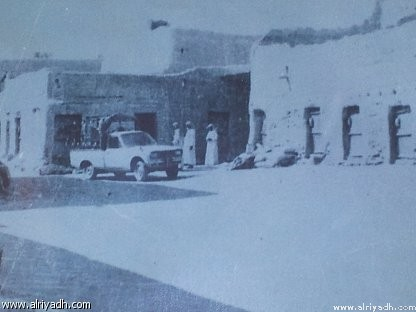
قبة رشيد قديمًا

سوق قبة رشيد يعتبر واحد من أقدم الأسواق الشعبية في مدينة بريدة الواقعة بمنطقة القصيم في السعودية.

## البناء
ينسب السوق لمنشأه رشيد بن حجيلان أحد أمراء بريدة عام 1206 هـ والذي بناه حينما أقام منزلاً جديدًا وربطه بمنزله القديم بقبة على ممر تجاري في السوق فكان يستظل تحته عن الشمس والأمطار وأصبح مع مرور الزمن واحد من معالم مدينة بريدة التجارية.

## الأهمية
يعتبر سوق قبة رشيد واحد من أقدم وأهم الأسواق في منطقة نجد لتسويق البضائع حيث كان فيه أكثر من 100 حانوت تبيع التمر والسمن والإقط والجراد والملابس والأحذية الجلدية المصنوعة محليًا وكذلك كان يحوي محلات لبيع اللحوم والبرسيم وكان قبة رشيد ملتقى للرسائل التي يرسلها أبناء المدينة لأهاليهم حيث كانت تصل إلى بعض الدكاكين ومن ثم توصل إلى المرسل إليه.